# Єхе-Цакір
Єхе-Цакір (рос. Ехэ-Цакир) — улус Закаменського району, Бурятії Росії. Входить до складу Сільського поселення Єхе-Цакірське.
Населення — 668 осіб (2015 рік).